# Eliécer Silva Celis Régészeti Múzeum
Az Eliécer Silva Celis Régészeti Múzeum a kolumbiai Boyacá megyében található Sogamoso város egyik múzeuma, ahol főként a csibcsa kultúra leleteit mutatják be. Nevét alapítójáról kapta. A körülbelül 4000 tárgyi emlékkel rendelkező kiállítás hétfő kivételével minden nap látogatható.

## Leírás
A Sogamoso délkeleti részén fekvő múzeumot Eliécer Silva Celis alapította 1942-ben az akkor megtalált ősi csibcsa temető helyén.
A spanyol hódításig a városban, a Monquirá patak jobb partján, a mai múzeum területén állt az őslakók legfőbb istenének, a napistennek szentelt naptemplom is, amely az egész csibcsa kultúra fő vallási központjának számított: a kacikák és a papok mindenhol effelé a hely felé térdelve imádkoztak szertartásaik során. Az épület kerek alaprajzú volt, fából készült, tetejét szalmával, talaját növényből font szőnyeggel borították, ablakai nem voltak. Tartóoszlopai három koncentrikus kör mentén álltak, és a casanarei síkságról hozott hatalmas guayacán fákból készültek.
A naptemplom a 16. századig, a spanyol hósításig állt. 1537 szeptemberének elején Jiménez de Quesada igázta le a helyi indiánokat, de még mielőtt ő maga kirabolhatta volna a templomot, két katonája, Miguel Sánchez és Juan Rodríguez Parra az éj leple alatt belopódzott az épületbe, ahol egy idős, csendes papot találtak bent néhány mumifikálódott holttest között. Mialatt a katonák a kincseket gyűjtötték össze, a faépület véletlenül lángra lobbant. A katonák elmenekültek, a pap bennégett.
A múzeum alapítója elhatározta, hogy felépíti a templom másolatát: egy 18 méter magas, nádtetős épületet. Keskeny falnyílását úgy tervezték meg, hogy minden év téli napfordulójakor a nap fénye ezen keresztül éppen a bent található, középső tartóoszlopra vetüljön.